# Суха Калигірка
Суха́ Калигі́рка — село в Україні, в Мокрокалигірській сільській громаді Звенигородського району Черкаської області. Населення становить 579 осіб.

## Відомі люди
Народилися:
- Марія Галич (1900—22.1.1974) — письменниця, у 1920-х рр. член київської літературної групи Аспис, «Ланка» — «Марс».